# 29 janvier 1913
Le 29 janvier 1913 est le 29e jour de l’année 1913 du calendrier grégorien. Il s’agit d’un samedi.

## Événements
- Création de la Société française d'eugénique[1] à la suite d'une réunion préparatoire organisée le 12 décembre 1912 par le statisticien Lucien March

## Naissances
- Victor Mature, acteur américain
- Daniel Taradash, scénariste américain

## Décès
- Joseph Van den Gheyn, prêtre jésuite et savant belge, membre de la Société des Bollandistes
- François L. Désaulniers, homme politique et écrivain québécois
- Édouard Debat-Ponsan, peintre français